# Casa de Alexander Chêne
La Casa de Alexander Chêne era una residencia histórica ubicada en 2681 East Jefferson Avenue de la ciudad de Detroit, la más importante del estado de Míchigan (Estados Unidos). Fue incluida en el Registro Nacional de Lugares Históricos en 1985 y designads Sitio Histórico del Estado de Míchigan en 1986, pero posteriormente fue demolida en abril de 1991.

## Descripción
La Casa Alexander Chêne era una casa de estilo federal de dos pisos con detalles adicionales del neocolonial británico en la fachada, agregados después de la construcción original. La casa fue construida con ladrillos rojos sobre un sótano elevado. Un porche de un piso se encontraba en el centro de la fachada frontal, y las paredes laterales se elevaban sobre el techo para formar fractables. Una pequeña cornisa recorría el ancho del frente. Las ventanas estaban rematadas con decorativos dinteles de hierro. Se agregó una extensión trasera a la casa en el siglo XX.

## Historia
La Casa Chêne fue uno de los pocos ejemplos del estilo federal en Detroit. Fue construido en 1850 por Alexander Chêne en un terreno que había sido cedido a la familia Chêne por Luis XIV de Francia en 1707. Posteriormente, la casa fue propiedad de Charles B. Warren, quien construyó el alerón trasero en algún momento entre 1902 y 1914.
La casa se usó más tarde como casa de la fraternidad de la Universidad de Detroit, y durante la Prohibición fue un bar clandestino. A partir de 1935, la casa se utilizó como un restaurante de alta cocina, conocido como Little Harry's. El restaurante pasó por una serie de propietarios y cerró en 1990. Fue vendido a la cantante Anita Baker, y en 1991, la estructura fue demolida y reemplazada por una franquicia International House of Pancakes (IHOP).

## Galería

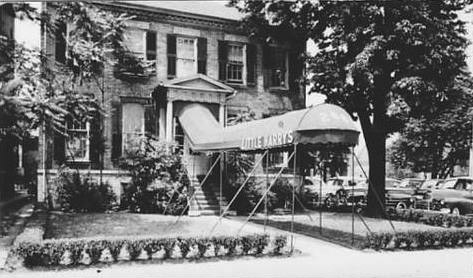
Restaurante Little Harry's, c. 1930
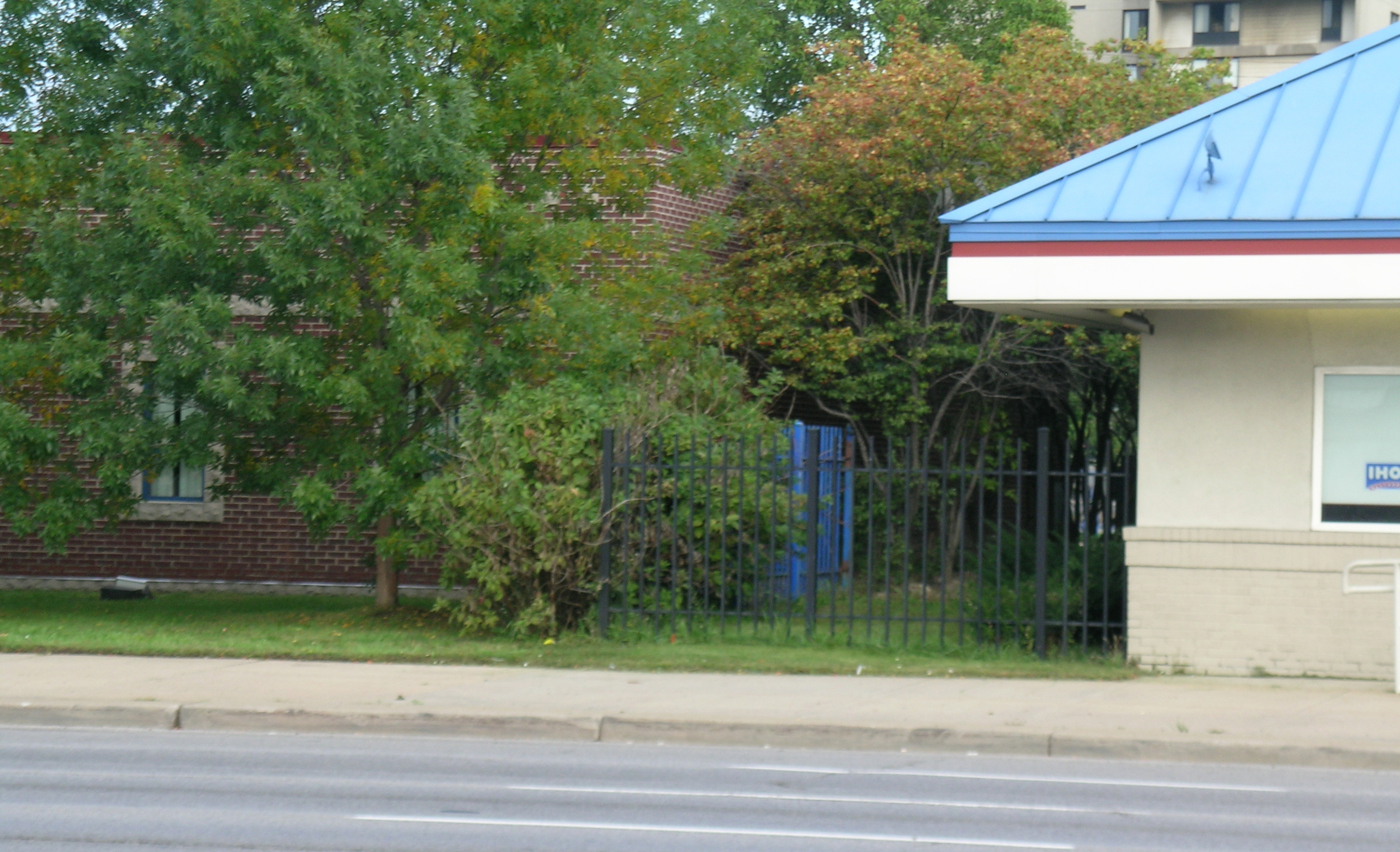
Sitio donde una vez estuvo la casa (ahora estacionamiento IHOP)